# Lago Groß Labenzer
El lago Groß Labenzer (en alemán: Groß Labenzersee) es un lago situado en el distrito de Mecklemburgo Noroccidental, en el estado de Mecklemburgo-Pomerania Occidental (Alemania), a una altitud de 24.6 metros; tiene un área de 230 hectáreas.